# Paolo Gentiloni
Paolo Gentiloni (Roma, 22 de novembre de 1954) és un polític italià, Primer Ministre d'Itàlia després de la dimissió de Matteo Renzi el desembre de 2016. Membre del Partit Democràtic, anteriorment havia estat Ministre d'afers exteriors i Ministre de Comunicacions sota els governs de Renzi i de Romano Prodi.